# 爆風銃
爆風銃（バップガン、BOP GUN）は、1980年代初頭に活動していた日本のファンクバンドである。
爆風スランプの母体となるバンドの一つとしても知られている。

## 概要
1981年、ドラムのファンキー末吉、キーボードのホッピー神山を中心として結成。
バンド名はパーラメントの同名曲（アルバム『Funkentelechy vs. the Placebo Syndrome』所収）に由来する。
技術重視で、数十人のメンバー交代があったと言われている。
当時日本では珍しかった、ファンクミュージックを演奏するバンドであった。
当時ヤマハが主催あるいは後援していたバンド向けコンテストの常連であり、1981年のEastWestではシニア部門最優秀グランプリを獲得、同年のライト・ミュージック・コンテスト（LMC）でもシニア部門優秀賞を獲得した。
しかし、それまでグランプリを獲得していたバンドはほとんどメジャーデビューしていたのに対して、彼らにはそういった話がなかった。
そのため、末吉は新加入した江川ほーじんとともに、当時コンテストで顔なじみであったスーパースランプのパッパラー河合、サンプラザ中野を誘い、爆風スランプを結成した。
一方、ホッピー神山やスティーブ衛藤（現・スティーヴ エトウ）らはPINKを結成してメジャーデビュー。
これに伴い、爆風銃はメジャーシーンに登場することなく活動を停止した。
近年、ファンキー末吉経営の八王子のライブバーや、当時のバンドスタッフであるフレディ・マーシーの尽力で、主に後期の元メンバーが集結。2011年1月27日には下北沢・CLUB251で、ボーカルを除く元メンバーが集結（ボーカルはフレディ・マーシー）、ライブが行われた（ゲストに、爆風銃と同時期に活動していたタンゴ・ヨーロッパの元メンバーも駆けつけた）。
2011年8月1日より、「大！天才てれびくん」（NHK Eテレで放送中）の番組内音楽コーナーにて、爆風銃の演奏による「ロケット・モグラーに乗って」がオンエアされた。

## 主なメンバー

### 現メンバー
- ダンシング・フライ（西村真一） - ボーカル

2014年現在、爆風銃のボーカリストとしては未だ復帰していないが、2014年10月17日にはJUKE 弘井（ピアノ）とのユニット「婆娑羅」で音楽活動の復帰を果たした。（このユニットでの名義は「フライ」）
- ドゥーワップかんじ（斎藤寬志） - ギター

爆風銃の楽曲は、氏とホッピー神山の作品が大半を占める。
- ほーじん - ベース

スラップ奏法をするプレーヤーというイメージが強いが、爆風銃の楽曲ではツーフィンガー奏法で弾く場面も少なくない。
- ファンキー末吉 - ドラムス、リーダー
- ホッピー神山 - キーボード

近年、爆風銃のステージでは、Prophet-5、RD-700、SH-201等の機材を使用している。
- スティーヴ エトウ - パーカッション（重金属打楽器奏者）
- フレディ・マーシー - ボーカル（代理）

ダンシング・フライが復帰するまでの間、ボーカルを担当している。1980年代当時の爆風銃スタッフ。
クイーンのトリビュートバンド「グイーン（後に“クイーム”と改名）」のボーカルとしても活動していた。

### 元メンバー
- Fuckin'精華 - サイドボーカル

「サンプラザ中野」の名付け親でもある。
- Choppin'加藤（加藤昭男） - ベース

EastWest '81、LMC '81において「ベストベーシスト賞」を獲得。
- ダイナマイトごうじ - ベース

Choppin'加藤の脱退後、3か月ほど在籍。
- クール榎本（榎本高志） - ベース

ダイナマイトごうじ脱退後、一度のライブ出演のみで脱退。
- Chabie不二人 - サックス